# François-Marie Cailhasson
François-Marie Cailhasson est un homme politique français né le 27 septembre 1758 à Revel (Haute-Garonne) et mort à une date inconnue.

## Biographie
Président du département en 1790, il est député de la Haute-Garonne de 1791 à 1792, s'occupant de questions financières.

## Sources
- « François-Marie Cailhasson », dans Adolphe Robert et Gaston Cougny, Dictionnaire des parlementaires français, Edgar Bourloton, 1889-1891 [détail de l’édition]